# Lebădă mică
Lebăda mică (Cygnus columbianus) sau lebăda de tundră este o pasăre din ordinul anseriformelor care cuibărește în Arctica, dar migrează pe distanțe lungi pentru a ierna în Europa, China, Japonia și Statele Unite. Cei doi taxoni sunt de obicei considerați drept conspecifici, dar sunt uneori  împărțiți în două specii: lebăda lui Bewick (Cygnus bewickii) din Palearctica și lebada fluierătoare (C. columbianus) din regiunea neoartică. Păsările din estul Rusiei (aproximativ la est de Peninsula Taimir) sunt uneori separate ca subspecia C. c. jankowskii, dar acest lucru nu este larg acceptat ca distinct, majoritatea autorilor incluzându-le în C. c. bewickii. Lebedele de tundră sunt uneori separate în subgenul Olor împreună cu celelalte specii de lebede arctice.
Lebăda lui Bewick a fost numită în 1830 de William Yarrell după gravorul Thomas Bewick, care s-a specializat în ilustrații de păsări și animale. Cygnus este cuvântul latin pentru „lebădă”, iar columbianus provine de la fluviul Columbia, locul de unde provine specia tip.

## Descriere

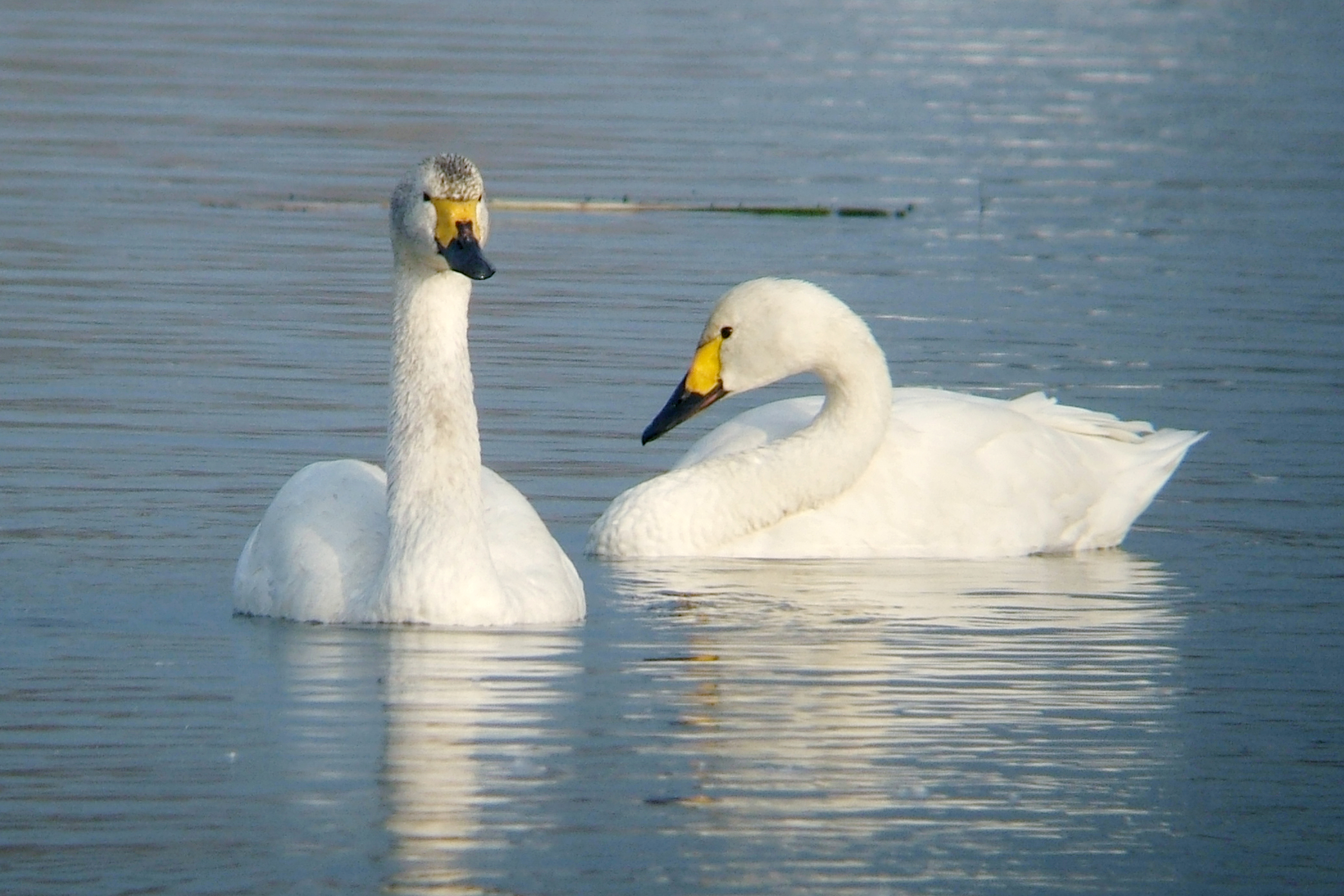
Cygnus columbianus

C. columbianus este cea mai mică dintre lebedele holarctice, cu o lungime de 115-150 cm, o anvergură a aripilor de 168-211 cm și o greutate cuprinsă între 3,4-9,6 kg. La păsările adulte, penajul ambelor subspecii este în întregime alb, cu picioarele negre și cu un cioc în mare parte negru, cu o dungă subțire roz somon de-a lungul liniei bucale și – în funcție de subspecie – mai mult sau mai puțin galben în partea proximală. Irisul este maro închis. La păsările care trăiesc în ape care conțin cantități mari de ioni de fier (de exemplu, lacuri de mlaștină), penajul capului și al gâtului capătă o nuanță aurie sau ruginie. Femelele sunt puțin mai mici decât masculii, dar nu diferă în rest ca aspect.

## Galerie

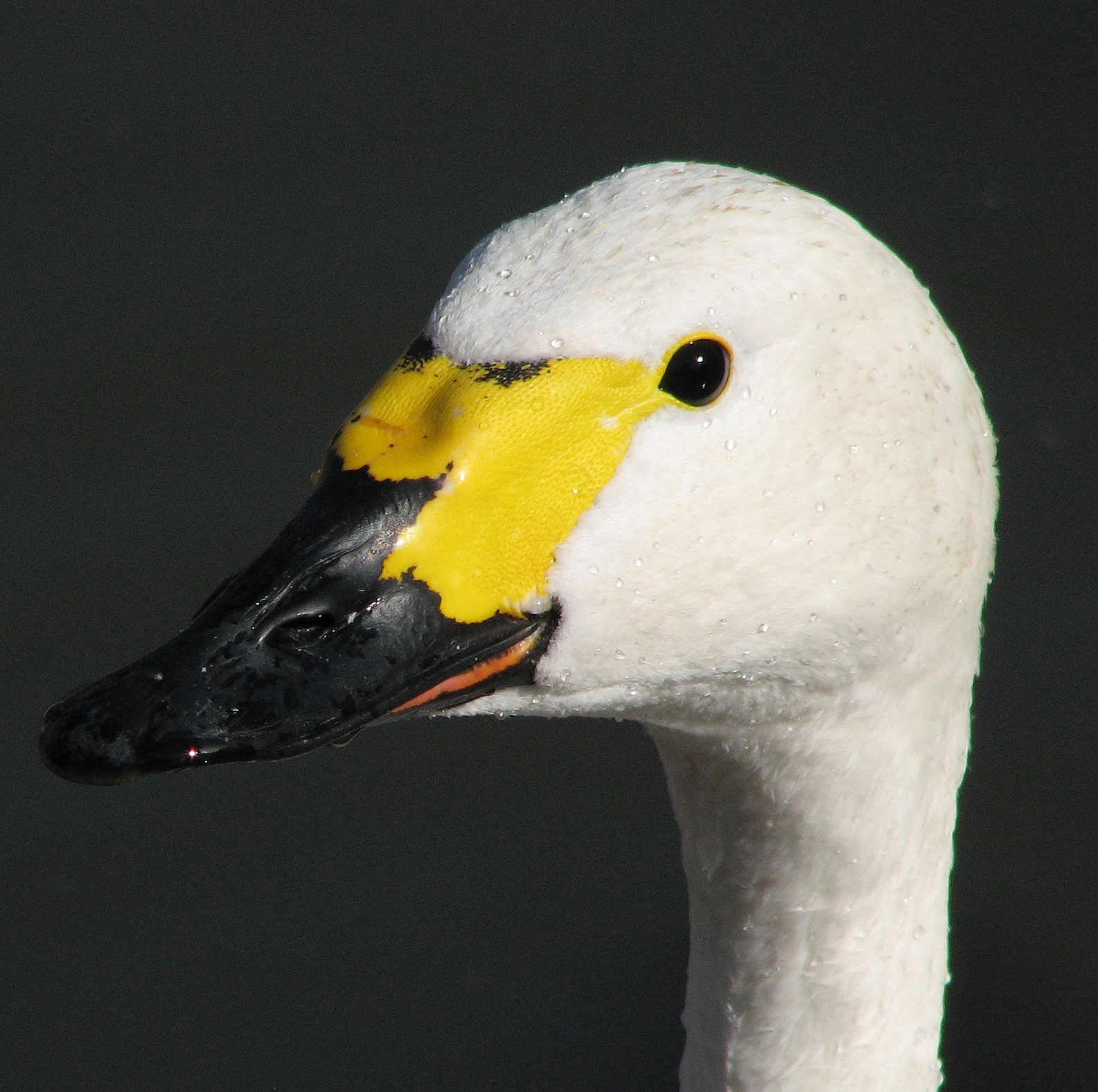
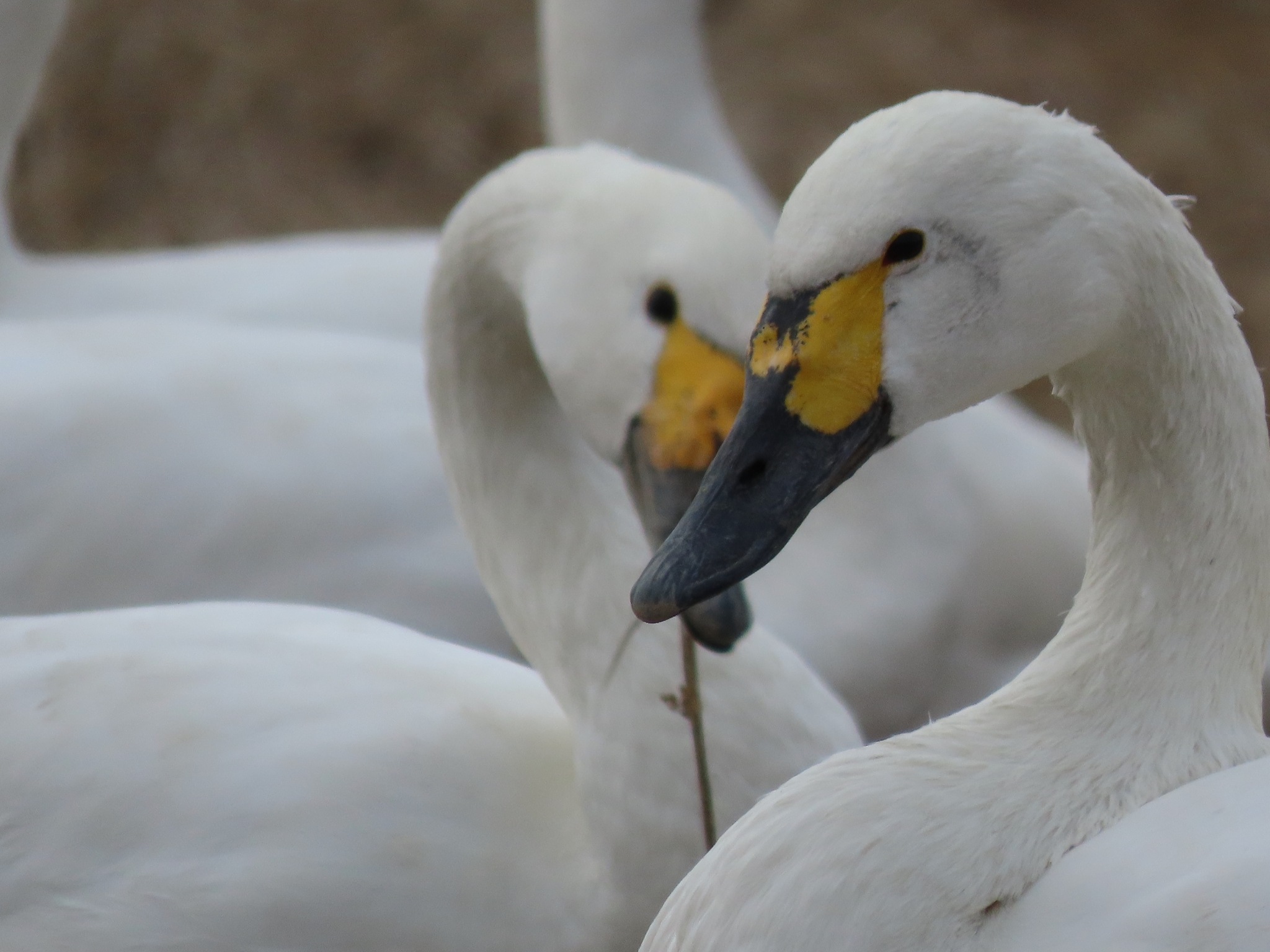
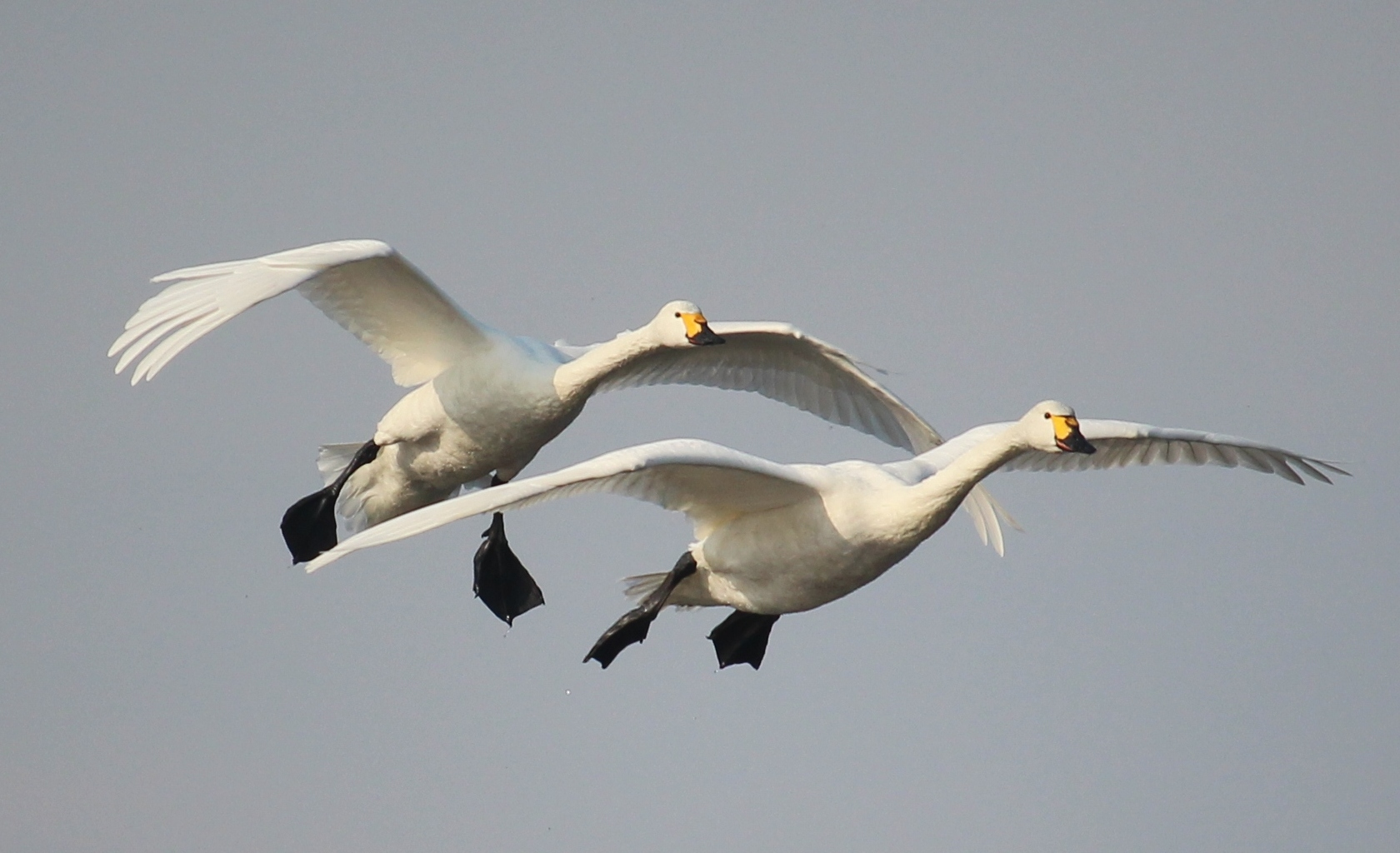